# Nuestro universo matemático

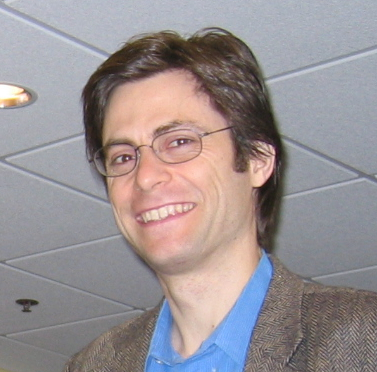
Profesor Max Tegmark, autor de Nuestro Universo Matemático.

Nuestro Universo Matemático: En Busca de la Naturaleza Última de la Realidad es un libro de no-ficción publicado en 2014 por el cosmólogo sueco-americano Max Tegmark. Escrito el en formato de ciencia popular, el libro presenta un resumen informativo de desarrollos recientes en astrofísica y teoría cuántica y los vincula con la hipótesis de universo matemático de Tegmark, el cual postula que la realidad es una estructura matemática. Tegmark argumenta que esta naturaleza matemática del universo tiene consecuencias importantes para la forma en que los investigadores deberían acercarse a muchas cuestiones de la física.

## Resumen
Tegmark, cuya campo de estudio científico ha sido en la cosmología y astrofísica teóricas, realiza una mezcla de autobiografía y humor junto con su análisis del universo. El libro empieza con un anécdota de un accidente de bicicleta en Estocolmo en qué Tegmark fue asesinado… en algunos universos paralelos teóricos, aunque no en el nuestro.
El resto del libro está dividido a tres partes. La primera parte, "Perspectiva Macro"  trata de localizarnos en el cosmos y/o en el multiverso. La segunda parte, "Perspectiva Micro" busca añadir perspectivas desde la física cuántica y de partículas. La tercera parte, "Vuelta Atrás" entrelaza un punto de vista científico con ideas especulativas de Tegmark sobre la naturaleza matemática de realidad. Hacia el final del libro, Tegmark hipotetiza sobre cuatro diferentes niveles de multiverso.
Según Andrew Liddle, reseñando el libro para Nature:
La culminación a la que pretende llevarnos Tegmark es el "multiverso de nivel cuatro". Este nivel sostiene que el Universo no sólo está bien descrito por las matemáticas, sino que, de hecho, es matemáticas. Todas las estructuras matemáticas posibles tienen una existencia física y, colectivamente, dan lugar a un multiverso que subsume a todos los demás. Aquí, Tegmark nos lleva mucho más allá de los puntos de vista aceptados, defendiendo su visión personal para explicar el Universo.

## Recepción
En general, las reseñas del libro han elogiado la forma de escribir de Tegmark y su exposición de la física establecida, mientras que a menudo han criticado el contenido y el carácter especulativo de su nueva hipótesis del "universo matemático".
En una reseña positiva, Clive Cookson en el Financial Times, escribió que "a la física le vendrían bien más personajes como Tegmark" y que su libro "debería enganchar a cualquier lector interesado en la infinita variedad de la naturaleza". Giles Whitsell, en The Times, describió el libro como "alucinante". Peter Forbes, en The Independent, elogió el último capítulo del libro, sobre los riesgos de extinción a los que se enfrenta la humanidad, como "sabio y vigorizante".
Brian Rotman, en The Guardian, no se mostró convencido de las conclusiones de Tegmark, pero también escribió que el libro está "a la vanguardia de la cosmología y la teoría cuántica en una prosa amable y relajada, llena de anécdotas entretenidas y analogías con los pies en la tierra". Asimismo, el cosmólogo Andrew Liddle, en Nature, resumió:
Este es un libro valioso, escrito engañosamente simple pero no teme exigir mucho a los lectores especialmente cuando el nivel del multiverso se eleva a cuatro. 
Es impresionante lo lejos que Tegmark puede llevarte, hasta el momento en el que, cómo un personaje de caricatura cayendo de un precipicio, te preguntas si hay algo sosteniéndote. 

### Críticas
El físico-matemático Edward Frenkel, escribiendo para New York Times, alegó que el significado de la hipótesis de Tegmark "es una gran pregunta, que nunca se responde completamente" y dijo que partes del libro "pretenden permanecer en el ámbito de la ciencia", mientras que en realidad propugna "la ciencia ficción y el misticismo". En una crítica positiva, el cosmólogo Andreas Albrecht, escribiendo para SIAM Review, criticó la prueba propuesta por Tegmark de la hipótesis del "universo matemático" (la identificación hipotética de fenómenos físicos que no pueden describirse matemáticamente) como sin sentido. En una reseña escrita para el Wall Street Journal, el físico Peter Woit dijo que el problema con la propuesta de Tegmark era "no que estuviera equivocada, pero que estaba vacía" y "radicalmente incomprobable". En Physics Today, Francis Sullivan elogió la explicación dada por Tegmark de la teoría de la inflación, pero criticó su intento de aplicar físicamente el teorema de números normales de Borel, refiriéndose a su argumentación como circular. En New Scientist, Mark Buchanan contrastó lo que consideró como "especulación inhibida" en partes del libro de Tegmark con su anterior trabajo "duro y empírico" que le consagró como físico.
En el New York Times, el escritor de ciencia Amir Alexander concluyó que el libro está "brillantemente argumentado y bellamente escrito" y "nunca menos que invita a la reflexión", aunque la hipótesis de Tegmark está "sencillamente demasiado alejada de las fronteras de la ciencia dominante actual" como para juzgar su legitimidad.